# Salix wilsonii
Espèce
Salix wilsonii, le saule de Wilson, est une espèce de plantes à fleurs de la famille des Salicaceae. C'est un saule ,,.

## Synonymie
- Salix neowilsonii, Franch..

A. K. Skvortsov indique que Salix dunnii, S. mesnyi, S. nankingensis, S. neowilsonii, S. rosthornii, S. warburgii, et S. wilsonii se ressemblent tellement qu'il faudrait les considérer comme une seule espèce variable et grandement répartie. D'où la création du taxon Salix sect. Wilsonia, incluant ces espèces.
Plants of the World Online considère le nom comme un synonyme de Salix tetrasperma. Cette dernière espèce est originaire d'Asie.

## Sous-espèces
Aucune sous-espèce n'est énumérée dans Catalogue of Life.

## Description
C'est un arbre ou un arbuste à feuilles caduques, atteignant une hauteur allant de 2 m à 6 m (dans son milieu naturel).